# Quercia di Carlo
La Quercia di Carlo (Robur Carolinum in latino) era una costellazione introdotta da Edmond Halley nel 1678 come gesto patriottico nei confronti del proprio re, Carlo II d'Inghilterra. Rappresenta la quercia nella quale si nascose il re dopo la sua sconfitta da parte delle armate repubblicane di Oliver Cromwell nella battaglia di Worcester.
Halley nel 1676 si recò sull'isola di Sant'Elena, nell'Atlantico meridionale, per osservare le stelle australi. Al suo ritorno, nel 1678, presentò i risultati delle sue osservazioni alla Royal Society di Londra e l'anno seguente pubblicò un catalogo di stelle del cielo australe, il Catalogus Stellarum Australium, accompagnato da una carta celeste. Halley descrisse la sua nuova costellazione come una «perpetua memoria» del re, ma si è rivelata meno duratura di quanto avesse sperato. La Quercia di Carlo venne «smantellata» dall'astronomo francese Nicolas-Louis de Lacaille, che classificò le stelle meridionali circa 75 anni dopo Halley, ma non venne subito dimenticata: lo stesso Johann Elert Bode la rappresentò nel suo atlante del 1801 con il nome di Robur Carolii.
Era situata tra la Carena e la Croce del Sud, estendendosi in parte fino alla Vela.